# 龍門站 (香港)
龍門站（英語：Lung Mun Stop），前名紅樓站、散石灣站，是香港輕鐵的車站之一，代號030，屬單程車票第1收費區（屯門碼頭方向屬首個單程車票第1收費區的月台），共有2個月台，共有3條輕鐵路線途經此站，此站為龍門站周邊地區居民提供服務，設有行人天橋橫過龍門路到達龍門居。

## 車站構造

### 車站樓層
| 地面              | 出口 | 歷奇公園 |   |  |
| 地面              | 月台 | \| 側式 · 開左邊车门 \| \| \| \| \| \| \| \| 輕鐵610綫往元朗（青山村） 輕鐵615綫往元朗（青山村） 輕鐵615P綫往兆康（青山村） \| 1 \| \| \| \| 2 \| 輕鐵610綫往屯門碼頭（輕鐵車廠） 輕鐵615綫往屯門碼頭（輕鐵車廠） 輕鐵615P綫往屯門碼頭（輕鐵車廠） \| \| \| \| 側式 · 開左邊车门 \| \| \| \| \| |   |  |
| 地面              | 出口 | 龍門路、龍門居、富健花園 |   |  |
| 側式 · 開左邊车门 |      | |   |  |
|                   |      | 輕鐵610綫往元朗（青山村） 輕鐵615綫往元朗（青山村） 輕鐵615P綫往兆康（青山村） | 1 |  |
|                   | 2    | 輕鐵610綫往屯門碼頭（輕鐵車廠） 輕鐵615綫往屯門碼頭（輕鐵車廠） 輕鐵615P綫往屯門碼頭（輕鐵車廠） |   |  |
| 側式 · 開左邊车门 |      | |   |  |

### 車站周邊
- 龍門居
- 龍逸邨
- 富健花園
- 中华基督教會何福堂小學
- 龍門居多層停車場
- 歷奇公園
- 匡智屯門晨崗學校
- 匡智屯門晨曦學校

## 歷史
本站最初名為紅樓站（但本站與青山紅樓距離達1公里），「龍門站」本來是現今青雲站的名稱；輕鐵第一輪車站改名時改稱散石灣站（1989年2月5日起生效，其時已有龍門路，但龍門居尚未興建），而在第二輪改名（2003年8月1日）才改為現在的車站名稱。

## 外部連結
- 港鐵公司 - 輕鐵及巴士服務 - 輕鐵街道圖 （页面存档备份，存于）
- 港鐵公司 - 輕鐵及巴士服務 - 輕鐵行車時間表 （页面存档备份，存于）